# SDガンダムジェネレーション
『SDガンダムジェネレーション』（エスディーガンダムジェネレーション）は、1996年の3か月間、バンダイより発売されたバンダイのスーパーファミコン用の周辺機器のスーファミターボ用のウォー・シミュレーションゲーム。タイトルから示す通りに、『SDガンダム GGENERATION』シリーズのルーツであり、システムはGジェネシリーズに引き継がれた。開発元はトムクリエイトであり、後のGジェネシリーズの開発を手掛けている。
後のGジェネシリーズとは違って、1ゲームソフト毎に題材をしたガンダムシリーズが決まっているが、スーファミターボの差し込み口が左右2つあり、育てたパイロットとユニットを対戦モードで使えば作品の枠を超えて夢の対戦が出来る。

## 発売されたSDガンダムジェネレーションシリーズ
1996年7月26日発売。
- SDガンダムジェネレーション 一年戦争記 - 『機動戦士ガンダム』をベースに再現。
- SDガンダムジェネレーション グリプス戦記 - 『機動戦士Ζガンダム』をベースに再現。

1996年8月23日発売。
- SDガンダムジェネレーション アクシズ戦記 - 『機動戦士ガンダムΖΖ』をベースに再現。
- SDガンダムジェネレーション バビロニア建国戦記 - 『機動戦士ガンダム 逆襲のシャア』『機動戦士ガンダムF91』をベースに再現。

1996年9月27日発売。
- SDガンダムジェネレーション ザンスカール戦記 - 『機動戦士Vガンダム』をベースに再現。
- SDガンダムジェネレーション コロニー格闘記 - 『機動武闘伝Gガンダム』をベースに再現。

『新機動戦記ガンダムW』をベースに再現をした、『SDガンダムジェネレーション アフターコロニー戦記』は企画のみで発売はされなかった。